# Leahead i1
Leahead i1 – elektryczny samochód osobowy klasy subkompaktowej wyprodukowany pod chińską marką Leahead w 2015 roku.

## Historia i opis modelu

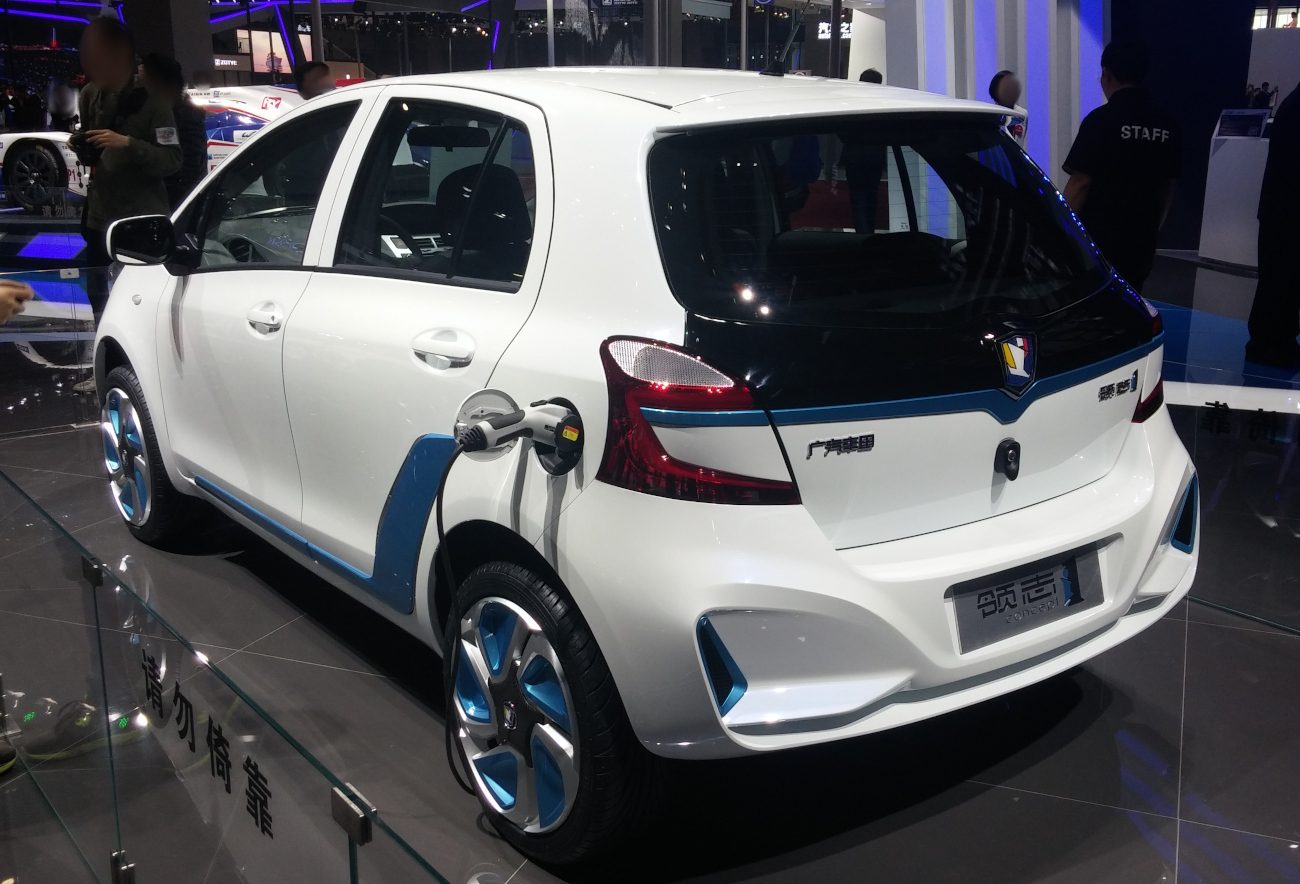
Leahead i1 Concept – tył

W kwietniu 2015 chińska marka Leahead należąca do joint venture GAC Toyota przedstawiła studyjną zapowiedź pierwszego samochodu filii pod nazwą i1 EV Concept. Seryjna, nieznacznie zmodyfikowana odmiana elektrycznego hatchbacka została przedstawiona pół roku później, w listopadzie 2015 roku.
Leahead i1 jest samochodem bliźniaczym wobec drugiej generacji Toyoty Yaris, poza czysto elektrycznym układem napędowym różniąc się od niej nieznacznymi modyfikacjami w wyglądzie klapy bagażnika, a także zupełnie innym wyglądem przedniej części nadwozia z większymi reflektorami.

### Sprzedaż
Leahead i1 był samochodem opracowanym, produkowanym i oferowanym wyłącznie na wewnętrznym dla marki Leahead rynku chińskim, konkurując m.in. z podobnej wielkości BJEV EC3. Po premierze seryjnej wersji w 2015 roku, nie trafił on jednak do masowej produkcji i pozostał niezrealizowaną eksperymentalną koncepcją. Leahead skoncentrowało się w zamian na konstrukcjach wywodzących się od chińskiego GAC.

### Dane techniczne
Samochód napędzany jest układem elektrycznym tworzonym przez baterię o pojemności 22 kWh. Przekłada się to na 94 KM mocy, 160 Nm maksymalnego momentu obrotowego.